# Wüstengoldmull
Der Wüstengoldmull (Eremitalpa granti), auch Grants Goldmull genannt, ist eine Säugetierart aus der Familie der Goldmulle (Chrysochloridae). Er kommt endemisch in Afrika vor und bewohnt dort die Westküste Südafrikas sowie das südliche und westliche Küstengebiet Namibias. Sein Lebensraum sind trockene Gebiete und Wüsten, bei letzteren vor allem die Sanddünen der Namib. Wie bei allen Goldmullen ist der Körperbau an eine grabende Lebensweise angepasst. Die Vordergliedmaßen sind zu kräftigen und besonders breiten Grabklauen umgebildet, im Gegensatz zu den meisten anderen Angehörigen der Goldmulle hat der Wüstengoldmull an den Vorderpfoten neben den drei inneren Krallen eine gut entwickelte äußere, vierte Klaue. Der Körper ist rautenförmig gestaltet, ein äußerlich sichtbarer Schwanz und Ohrmuscheln fehlen, die Augen sind mit Fell bedeckt und die Schnauze trägt ein lederartiges Polster. Markant ist auch die geringe Körpergröße, womit der Wüstengoldmull zu den kleinsten Vertretern seiner Familie gehört.
Die Lebensweise des Wüstengoldmulls ist vergleichsweise gut untersucht. Er lebt unterirdisch, kann aber wegen des sandigen Untergrunds keine dauerhaften Gänge anlegen, da das lockere Substrat zu schnell nachrieselt. Der Wüstengoldmull „schwimmt“ aus diesem Grund scheinbar im Sand knapp unterhalb der Erdoberfläche, weswegen er umgangssprachlich auch als Dünenhai bezeichnet wird. Zur Nahrungssuche begeben sich die Tiere an die Erdoberfläche, sie tauchen erst in unmittelbarer Beutenähe in den Sand ab. Das Aufspüren der Nahrung und die Orientierung in der Landschaft erfolgt über Vibrationen, die mit Hilfe vergrößerter Ohrknochen wahrgenommen werden. Die Nahrung besteht neben Termiten und zahlreichen anderen Wirbellosen teilweise auch aus Reptilien wie Skinken. Der Wüstengoldmull ist vorwiegend nachtaktiv, als Ruheplätze nutzt er tagsüber schützende Wurzeln von Pflanzen. Er lebt einzelgängerisch und ist territorial, die Reviergrößen schwanken je nach Ertrag der besiedelten Landschaft. Vieles im Verhaltensrepertoire des Wüstengoldmulles steht mit einer effizienten Energieersparnis in den kargen Wüstenregionen mit weit gestreuten Nahrungsressourcen im Zusammenhang.
Die Art wurde im Jahr 1907 eingeführt. Es sind insgesamt zwei Unterarten bekannt. Der Bestand gilt als nicht bedroht, lokale Gefährdungen entstehen durch Diamantenabbau in den Küstenschwemmsanden, durch Landwirtschaft und Tourismus.

## Merkmale

### Habitus
Der Wüstengoldmull gehört mit einer Kopf-Rumpf-Länge von 7,6 bis 8,5 cm und einem Körpergewicht von 15 bis 30 g zu den kleinsten Vertretern der Goldmulle. Es ist ein leichter Geschlechtsdimorphismus ausgebildet mit durchschnittlich größeren Männchen und kleineren Weibchen. Wie bei allen Goldmullen ähnelt der Körperbau des Wüstengoldmulls dem der Maulwürfe, mit denen er jedoch nicht verwandt ist. Er besitzt Anpassungen an eine grabende Lebensweise, was sich unter anderem durch den rautenförmig gestalteten Körper mit äußerlich nicht sichtbaren Ohren und Schwanz ausdrückt. Das Fell ist seidig und erscheint am Rücken gelbbraun-olivfarben bis gräulich-gelb. Unter bestimmten Lichtverhältnissen weist es einen silbrigen Metallglanz auf. Zu den Seiten hin hellt es auf und ist hier mit einem intensiven Gelbton durchsetzt. Die Haare haben Längen von 7 bis 12 mm, an den Flanken bis zu 20 mm. Leithaare zeigen eine graue Basis, werden im oberen Drittel blass bräunlich-gelb und enden in einer dunkelbraunen Spitze. Die Unterseite der Tiere ist generell gräulich-braun bis rehbraun getönt. Der Vorderkopf und die Wangen sind blass gelb. Die Augen bleiben unter dem Fell verborgen. An der Nase ist ein lederiges Polster ausgebildet, das die Nasenlöcher schützt und beim Graben eingesetzt wird. Um das Nasenpolster kommen teilweise blass rosafarbene Töne vor. Die Gliedmaßen sind kräftig gebaut, sie laufen vorn in vierstrahlige Hände und hinten in fünfstrahlige Füße aus, die kräftige Krallen tragen. Die Krallen der Vordergliedmaßen sind wie bei den anderen Goldmullen auch zu Grabklauen umgebildet, diese haben im Vergleich zu den weiteren Familienvertretern aber einen deutlich breiteren Bau. Die Mittelkralle (Strahl III) ist am stärksten ausgebildet, ihre Länge beträgt 9 bis 12 mm, die basale Breite 3,7 bis 4,9 mm. Demgegenüber werden die Krallen der beiden inneren Finger kürzer, sie sind aber mit 5 bis 8 mm Länge (Strahl II) beziehungsweise 4 bis 5 mm (Strahl I) nahezu gleich lang zueinander. Im Gegensatz zu allen anderen Goldmullen ist die Kralle des äußeren, vierten Strahls gut entwickelt, sie weist eine Länge von 3 bis 4 mm und eine Breite von 2 bis 3 mm auf, wodurch sie spatelartig wirkt. Am Hinterfuß, der insgesamt 9 bis 12 mm lang wird, kommt ein verdicktes Polster vor.

### Schädel- und Gebissmerkmale

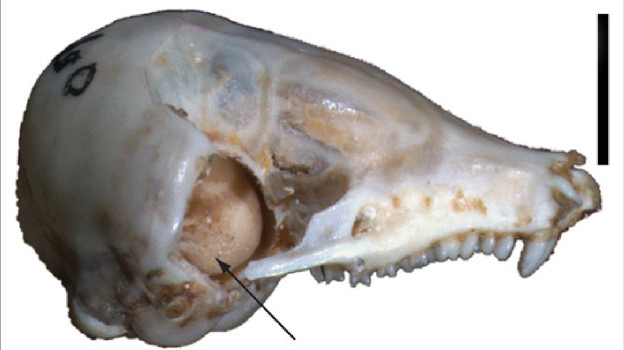
Schädel

Der Schädel misst 18,6 bis 20,4 mm in der Länge und 15,5 bis 18,2 mm in der Breite. Er ist auffällig kurz und breit, die größte Breite variiert zwischen 80 und 96 % der größten Länge, was den höchsten Wert innerhalb der Goldmulle darstellt. Das Rostrum wird mit einer Gaumenweite von 35 bis 38 % der größten Schädellänge ebenfalls sehr breit. Es ist insgesamt deutlich kurz, am Vorderschädel fehlen die markanten Aufwölbungen der Stirnlinie, wie sie bei den Vertretern von Cryptochloris vorkommen. Die Jochbögen sind geschlossen, breite, nach hinten weisende Platten wie bei den Riesengoldmullen (Chrysospalax) bestehen nicht. Auffällig ist der kugelig aufgeblähte Kopf des Hammers im Mittelohr, der extrem groß wird und ein Gewicht von durchschnittlich 52 bis maximal 70 mg erreicht. Zudem ist die Knochendichte mit 2,44 g/cm³ äußerst hoch, der Wert stellt einen der höchsten für terrestrische Säugetiere dar. Abweichend von den Riesengoldmullen, die einen vergleichbar aufgeblähten Hammerkopf aufweisen, oder von den Kapgoldmullen (Chrysochloris) mit ihren keulenartig verlängerten Malleuskopf lagert dieser beim Wüstengoldmull nicht in einer äußerlich an der Schläfengrube sichtbaren knöchernen Aufwölbung, was möglicherweise auch die hohe Knochendichte verursacht. Das Gebiss setzt sich aus 40 Zähnen mit folgender Zahnformel zusammen: {\displaystyle {\frac {3.1.3.3}{3.1.3.3}}}. Der hinterste Molar ist klein, wie die vorderen Mahlzähne aber durch ein dreihöckeriges (tricuspides) Kauflächenmuster charakterisiert. Seine Ausprägung variiert je nach Kieferhälfte. Die unteren Molaren verfügen nicht über ein Talonid (ein tiefliegender Vorsprung der Kaufläche, in den einer der Haupthöcker der oberen Molaren bei Gebissschluss greift). Der letzte Prämolar ähnelt in seinem Bau den hinteren Backenzähnen, ist also molariform. Die obere Zahnreihenlänge vom Eckzahn bis zum letzten Mahlzahn beträgt 5,2 bis 5,7 mm.

## Verbreitung

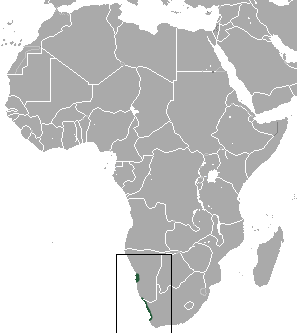
Verbreitungsgebiet (grün) des Wüstengoldmulls

Der Wüstengoldmull lebt endemisch in Afrika. Dort kommt er in einem schmalen Streifen entlang der Südwestküste vor, etwa von St. Helena Bay in der südafrikanischen Provinz Westkap nordwärts bis Walvis Bay in Namibia. Das Verbreitungsgebiet erstreckt sich über eine Fläche von 152.000 km². Innerhalb dieser ist die Art von insgesamt sieben Lokalitäten bekannt, deren Gesamtausdehnung 112 km² beträgt. Die Tiere bewohnen die trockenen Gebiete des Strandveld, der Sukkulent Karoo und der Namib. Sie bevorzugen sehr lockeren Untergrund, etwa die wandernden Sande von Dünen, kommen aber auch in den Senken zwischen den Dünen vor, die teilweise dichter mit Vegetation bestanden sind. Dabei darf der Untergrund dort aber nicht zu stark verfestigt sein. Häufig ist der Wüstengoldmull in Gebieten mit verstreuten Büscheln aus Süßgräsern anzutreffen wie beispielsweise der Arten Aristida sabulicola, Cladoraphis spinosa und Stipagrostis ciliata. Die Populationsdichte ist sehr gering, in einem Untersuchungsgebiet am Fluss Kuiseb südlich der Forschungsstation Gobabeb in der Namib schwankte sie in einem dokumentierten Zwölf-Jahres-Zeitraum (1984 und 1996) zwischen 0,22 und 0.014 Individuen je Hektar. Diese beträchtliche Variation über die Zeit hängt wahrscheinlich mit der örtlichen und saisonalen  Niederschlagsmenge in den wüstenartigen Landschaften und damit einhergehend mit dem Nahrungsangebot und dem Pflanzenwachstum zusammen. So war die Region um Gobabeb in der Untersuchungsphase der 1980er Jahre im Jahresmittel feuchter als während der Beobachtungen eine Dekade später.

## Lebensweise

### Territorialverhalten und Energiehaushalt
Im Vergleich zu den anderen Goldmullen ist die Lebensweise des Wüstengoldmulls relativ gut erforscht. Sie charakterisiert sich durch einige besondere Anpassungen an die extrem lebensfeindliche Umwelt der Wüsten. Der Wüstengoldmull ist primär nachtaktiv, allerdings sind die Aktivitäten abhängig von der Umgebungstemperatur, die im Sommer in Bodennähe 30 bis 45 °C erreichen, im Winter dagegen bei 8 bis 10 °C liegen. Feldstudien und Beobachtungen unter Laborbedingungen zeigen, dass der Wüstengoldmull seine höchsten Aktivitäten bei Umgebungstemperaturen von 16 bis 32 °C, im Durchschnitt 25 °C aufweist. Im Winter findet die Hauptaktivität demnach in der wärmeren Nachtphase zwischen Sonnenuntergang und Mitternacht statt, im Sommer dehnt sie sich bis zum folgenden Sonnenaufgang aus. In dieser Jahreszeit, vor allem zwischen November und Februar, können die Tiere verstärkt auch tagsüber beobachtet werden, da sie bis zu ein Viertel ihres Zeitbudgets bei Tageslicht absolvieren. Die Körpertemperatur im Ruhezustand variiert extrem zwischen 13,2 und 36,8 °C, sie entspricht weitgehend dem täglichen Verlauf der Umgebungstemperatur. Sie ist im Sommer durchschnittlich höher als im Winter (29,7 beziehungsweise 21,1 °C). Im sandigen Untergrund liegt die Körpertemperatur durchschnittlich rund 0,7 °C über der der Umgebung, weswegen sich der Wüstengoldmull bei kühleren Temperaturen weiter in den Untergrund zurückzieht. Die Wärmeleitfähigkeit des Körpers ist dementsprechend hoch, die eigene Thermoregulation nur schwach ausgebildet, was eine adaptive Hypothermie unterstützt. Hinzu kommt eine geringe Stoffwechselrate von nur 20 % im Vergleich zu einem ähnlich großen insektenfressenden Tier. Insgesamt führen diese Eigenschaften, die Thermolabilität und die niedrige Stoffwechselrate, zu einer Energieeinsparung. Bei Umgebungstemperaturen von weniger als 15 °C fällt der Wüstengoldmull in einen Torpor, was weitere energetische Kosten reduziert.
Der Wüstengoldmull ist weitgehend einzelgängerisch und territorial, besonders aggressives Verhalten gegenüber Artgenossen wurde bisher nicht festgestellt. Die einzelnen Tiere unterhalten Aktionsräume, die gemäß Feldbeobachtungen südlich der Forschungsstation Gobabeb in der Namib durchschnittlich 4,6 ha groß sind. Männchen haben dabei mit 3,1 bis 12,3 ha großen Arealen deutlich ausgedehntere Aktionsräume als Weibchen, die im Vergleich nur eine Fläche von 1,8 bis 4,6 ha einnehmen. Die Territorien sind relativ stabil und werden über einen längeren Zeitraum gehalten, im Falle eines Weibchens belief sich dieser auf wenigstens zwei Jahre. An den Rändern können sie sich mit Nachbarrevieren in einem gewissen Maße überschneiden. Innerhalb der Aktionsräume legen die Tiere tägliche Wegstrecken zurück, deren Längen – analog zur bereits erwähnten Populationsdichte – abhängig vom Ertrag einer Region sind. In der Untersuchungsregion bei Gobabeb wurden in den 1980er Jahren tägliche Wanderungen von durchschnittlich 290 und maximal 695 m beobachtet. In den 1990er Jahren betrugen die Werte 1412 und 2300 m. Der längste beobachtet Pfad in der gleichen Region bezifferte sich auf rund 5800 m. Bei Analysen auf der Die Diurne-Farm im NamibRand-Naturreservat rund 120 km südlich von Gobabeb wurden dagegen deutlich kleinere individuelle Aktionsräume festgestellt, deren durchschnittliche Größe bei 0,16 ha lag und absolut zwischen 0,05 und 0,56 ha schwankte. Auch die täglich zurückgelegten Entfernungen der Tiere waren markant geringer, der Durchschnittswert lag bei 13 m, das obere Maximum bei 82 m. Die auffallenden Unterschiede zwischen Gobabeb und der Die Diurne-Farm können auf die im Mittel etwas feuchteren Bedingungen mit einem daraus sich ergebenden höheren Nahrungsangebot bei letzterer Untersuchungsstelle zurückgeführt werden, einen weiteren Einflussfaktor bildet eventuell der begrenzte Beobachtungszeitraum im kühlen Winter.
Wie alle Goldmulle auch gräbt der Wüstengoldmull im Untergrund, seine breiten Grabklauen sind eine besondere Anpassung an lockere Substrate wie Dünensande. Das Graben in einem derartig weichen Untergrund hat zur Folge, dass die Tunnel nicht stabil sind, sondern direkt hinter dem grabenden Tier zusammenbrechen, wodurch der Eindruck einer im „Sand schwimmenden“ Fortbewegung entsteht. Auf diesen Umstand geht auch die umgangssprachliche Bezeichnung als dune shark (englisch „Dünenhai“) zurück. Die Grabgeschwindigkeit liegt bei bis zu 35 m je Stunde, sie verlangsamt sich aber mit abnehmenden Temperaturen. Da der Wüstengoldmull zumeist oberflächennah gräbt, hinterlässt er so eine Spur von U-förmigen Furchen im Sand, nur wenn dieser etwas feuchter ist, entstehen stabilere Rippeln. Der Sand ist locker genug, dass die Luftzirkulation nur wenig geringer ausfällt als in der freien Erdatmosphäre, so dass die Tiere genug Luft zum Atmen haben. Den Tag verbringt der Wüstengoldmull häufig ruhend im Bereich von Pflanzenwurzeln, teilweise in bis zu 50 cm Tiefe. Feste Kammern oder Nester bestehen nicht. Einmal genutzte Ruheplätze oder Wege werden nur selten erneut ausgesucht, bei Gobabeb geschah dies nur in drei Fällen von 389 Beobachtungen während der 1980er Jahre. Ausnahmen bestehen wohl bei der Aufzucht von Nachwuchs. Im Gegensatz zu zahlreichen anderen Vertretern der Goldmulle verbringt der Wüstengoldmull einen größeren Teil seines Tagesbudgets auch an der Erdoberfläche, das Fortkommen im Sand unterstützen die breiten Polster an den Hinterfüßen. Die energetischen Kosten für das Graben im Untergrund sind um das bis zu 27fache höher als die Fortbewegung an der Erdoberfläche. Die in der wüstenartigen Landschaft verfügbaren Nahrungsressourcen streuen dem gegenüber weit, ein weniger häufiges Graben reduziert demzufolge ebenfalls den Energieverbrauch. Andererseits schränkt das spärliche Nahrungsangebot ausgiebige Grabungstätigkeiten auch stark ein.

### Ernährung
Der Wüstengoldmull ernährt sich hauptsächlich von Insekten, er geht äußerst selektiv vor und ist stark spezialisiert. So wurde der Verzehr von Grillen und Spinnen beobachtet, ebenso wie der von Larven des Mehlkäfers und anderer Schwarzkäfer wie der Art Onymacris laeviceps. An Flussufern ist der Wüstengoldmull teilweise an Kothaufen zu finden, wo er nach Riesenkäfern sucht, von denen er aber nur das Abdomen frisst. Ebenfalls konnten kleinere Wirbeltiere als Beutetiere festgestellt werden, darunter unter anderem beinlose Skinke oder der Namibgecko. Die Analyse von 16 Mageninhalten aus Gobabeb ergab einen Anteil von 97,5 % an Termiten. Unter diesen dominierten wiederum Vertreter der Gattung Psammotermes. Der hohe Prozentsatz an Termiten ist dahingehend interessant, da diese nur 0,2 % der Biomasse in der Region ausmachen, aufgrund ihrer Sozialstruktur aber gehäuft auftreten. Der Rest der Mageninhalte bestand aus Insektenlarven, Käfern, Ameisen, Radnetzspinnen und Zottenschwänzen. Neben den Wirbellosen wurden untergeordnet auch Reste von Skinken festgestellt, deren Erbeutung aber wohl eher zufällig erfolgt, ebenso wie gewisse Pflanzenteile als „Beifang“ anzusehen sind. Der Flüssigkeitsbedarf wird vollständig über die Nahrung gedeckt, Käfer beispielsweise haben einen Wasseranteil von 50 %, bei Insektenlarven liegt der Wert bei bis zu 68 %. Zudem ist der Fettgehalt der Termiten relativ hoch. Als besondere Anpassung an die sehr trockenen Umweltbedingungen produzieren die Nieren hochkonzentriertes Urin zur Wasserersparnis, so dass nur etwa 11 % des Wassers über den Harntrakt verloren geht (im Vergleich bei in mesischen Landschaften lebenden insektenfressenden Tieren bis zu 34 %). Darüber hinaus mindert neben der niedrigen Stoffwechselrate aber auch das Leben im Untergrund einen stärkeren Wasserverlust über die Körperoberfläche.
Die Nahrungssuche erfolgt überwiegend oberirdisch. Die Tiere bewegen sich in relativ geraden Linien zwischen verschiedenen kleineren Sandhügeln, die an Pflanzengruppen angeweht wurden und wo sich häufig die Beute konzentriert. In regelmäßigen Abständen von 3 bis 5 m stecken sie ihren Kopf in den Sand, womit sie möglicherweise seismische Signale orten, über welche die blinden Tiere die Richtung zu den Sandhaufen bestimmen. Derartige Signale können durch Wind verursachte Geräuschschwankungen zwischen Sandebene und -hügeln sein, die zur Überwindung größerer Distanzen von 20 bis 25 m zwischen den einzelnen Hügeln dienlich sind, oder durch die Beutetiere verursachte Vibrationen in unmittelbarer Nähe zu den Sandhaufen. Die Suche nach Beutetieren ist dadurch nicht willkürlich, sondern eher zielgerichtet. Zur Ortung derartig feiner Frequenzunterschiede befähigt den Wüstengoldmull der stark aufgeblähte und verdichtete Kopf des Hammers im Mittelohr. Untersuchungen zufolge kann er mit dessen Hilfe Frequenzen zwischen 48 und 300 Hz wahrnehmen, die Obergrenze liegt den Analysen zufolge bei 5,9 kHz. Erst unmittelbar an den Pflanzengruppen beginnen die Tiere nach den Beutetieren zu graben. Die so zurückgelegten Entfernungen unterhalb der Erdoberfläche sind dadurch eher kurz (16 bis 27 m) und nehmen nur wenige Prozent bis maximal ein Drittel der gesamten zurückgelegten Distanz bei der Nahrungssuche ein. Sie sind umso länger, je reichhaltiger das Nahrungsangebot ist (bei Gobabeb in den 1980er Jahren durchschnittlich 14 % der gesamten täglich zurückgelegten Wegstrecke, dem gegenüber in den 1990er Jahren durchschnittlich 1,1 %).

### Fortpflanzung
Zur Fortpflanzung liegen insgesamt nur wenige Daten vor. Die Embryonalentwicklung entspricht weitgehend der anderer Höherer Säugetiere, zeigt aber einige primitive Merkmale. Trächtige Weibchen wurden bisher im Oktober und November beobachtet, zwei Individuen im Oktober trugen jeweils nur einen Embryo. Ansonsten besteht ein Wurf aus einem bis zwei Jungen.

### Fressfeinde und Parasiten
Zu den bedeutendsten Fressfeinden gehören die Schleiereule und der Fleckenuhu. Für letzteren stellt der Wüstengoldmull nach Untersuchung von Gewöllen beim Sossusvlei mit einem Individuenanteil von fast einem Viertel und einem Biomasseanteil von etwa 16 % das zweitwichtigste Beutetier unter den Säugetieren dar. Für erstere liegen die entsprechenden Werte für die Region um Gobabeb bei rund einem Zehntel und 14 %. Vögel, die dem Wüstengoldmull tagsüber nachstellen, sind etwa der Schildrabe und der Helle Singhabicht (Melierax canorus). Von der Kleinfleck-Ginsterkatze und dem Schabrackenschakal ist bekannt, dass sie den Pfaden des Wüstengoldmulls folgen und einzelne Tiere möglicherweise ausgraben. Als innerer Parasit sind Kratzwürmer aus der Familie der Oligacanthorhynchidae belegt.

## Systematik
Der Wüstengoldmull ist eine Gattung aus der Familie der Goldmulle (Chrysochloridae) und der Überordnung der Afrotheria. Die Goldmulle umfassen kleinere, bodengrabende Säugetiere mit einer endemischen Verbreitung in Afrika. Sie kommen hauptsächlich im südlichen Teil des Kontinentes vor, einige wenige Arten bewohnen allerdings auch die zentralen und östlichen Teile. Die nächsten Verwandten stellen die ebenfalls afrikanisch verbreiteten Tenreks (Tenrecidae) dar. Beide Familien formen zusammen die Ordnung der Afrosoricida. Die Trennung der Goldmulle und der Tenreks erfolgte gemäß molekulargenetischen Untersuchen bereits relativ früh, im Übergang von der Oberkreide zum Paläozän vor rund 65 Millionen Jahren. Ab dem Oligozän vor etwa 28,5 Millionen begannen sich die Goldmulle stärker zu diversifizieren.
Aufgrund ihrer unterirdischen Lebensweise stellen die einzelnen Arten und Populationen der Goldmulle Habitatspezialisten dar, ihr Vorkommen ist mit wenigen Ausnahmen dadurch lokal deutlich begrenzt. Es können innerhalb der Familie zwei ökologische Gruppen unterschieden werden. Eine Gruppe besteht aus Arten mit einer Spezialisierung auf trockene bis teils halbwüstenartige Regionen, etwa der Wüstengoldmull, einige Angehörige der Kapgoldmulle (Chrysochloris) sowie die Arten der Gattung Cryptochloris. Die zweiten Gruppe setzt sich aus Vertretern der offenen Gras- und Savannenlandschaften sowie der Wälder zusammen, beispielsweise die Kupfergoldmulle (Amblysomus), Arends’ Goldmull (Carpitalpa), die Riesengoldmulle (Chrysospalax) oder die Arten der Gattung Neamblysomus. Die innere Gliederung der Familie ist bisher nicht abschließend geklärt. Aus anatomischen Erwägungen wird aufgrund der Gestaltung des Hammers im Mittelohr eine Aufteilung in zwei oder drei Unterfamilien vorgenommen: die Amblysominae mit einem normal gebauten Malleus, die Chrysochlorinae mit einem stark verlängerten Kopf des Malleus und die Eremitalpinae mit einem kugelig aufgeblähten Kopf des Malleus. Andere Wissenschaftler vereinen die beiden letztgenannten aber auch zu einer Unterfamilie, den Chrysochlorinae. Molekulargenetisch wird diese auf skelettanatomische Unterschiede beruhende Untergliederung der Goldmulle nicht vollständig unterstützt. Einer Studie aus dem Jahr 2010 zufolge bildet der Wüstengoldmull eine gemeinsame Gruppe mit den Kapgoldmullen und den Gattungen Huetia und Cryptochloris, wobei bis auf Huetia alle Formen über einen vergrößerten Kopf des Malleus verfügen und somit den Chrysochlorinae angehören würden. Der kugelig aufgeblähte Kopf des Hammers beim Wüstengoldmull unterstützt aber anatomisch eine Nahverwandtschaft mit den Riesengoldmullen (Chrysospalax), die über ein ähnliches Merkmal verfügen. Beide zusammen formen nach dieser Aufteilungsmethode die Unterfamilie der Eremitalpinae. In einer Analyse aus dem Jahr 2023 zeigt sich aber keine engere Bindung zu 'den Kapgoldmullen und den Riesengoldmullen. Hier nimmt der Wüstengoldmull eine eher basale Stellung ein, wobei eine engere Bindung zur Gattung Huetia bestehen könnte.
Es sind zwei Unterarten des Wüstengoldmulls bekannt:
- E. g. granti (Broom, 1907); von St. Helena Bay in der südafrikanischen Provinz Westkap nordwärts entlang der Küste bis nach Port Nolloth in der Provinz Nordkap und im Inland bis nach Garies; größere Form mit weniger gelblicher Fellfärbung, Haare mit 8 bis 13 mm an der Rückenmitte deutlich länger, Schädel länger (18,6 bis 20,4 mm) und schmaler (Breite 79,9 bis 88,3 % der größten Schädellänge);
- E. g. namibensis Bauer & Niethammer, 1959; vom Fluss Oranje nordwärts entlang der Küste bis nach Walvis Bay in Namibia und im Inland bis ProNamib; kleinere Form mit intensivem, gelblichen Einschlag, Haare mit 6,5 bis 7 mm an der Rückenmitte deutlich kürzer, Schädel kürzer (16,8 bis 19,4 mm) und breiter (Breite 85,3 bis 95,7 % der größten Schädellänge);

Neuere Untersuchungen zur Molekular- und Zytogenetik sowie zu morphologischen Merkmalen weisen darauf hin, dass die beiden Unterarten möglicherweise eigenständige Arten repräsentieren.

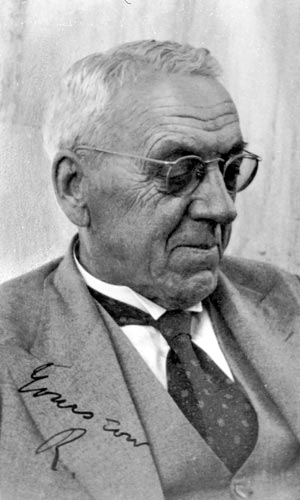
Robert Broom

Die Erstbeschreibung des Wüstengoldmulls legte Robert Broom im Jahr 1907 vor. Broom verwendete dabei den wissenschaftlichen Artnamen Chrysochloris granti und stellte damit die neue Art in die Nähe der Kapgoldmulle. Für seine Erstbeschreibung verwendete er vier Schädel aus Garies in Namaqualand und zusätzlich ein in Alkohol eingelegtes Individuum von 8,2 cm Länge aus dem South African Museum in Kapstadt, das aber keine Hinweise zur Herkunft oder Fundgeschichte aufwies. Die Schädel hatte Broom selbst im Jahr 1898 bei Garies aus Gewöllen von Eulen gesammelt, die Region gilt als Typuslokalität des Wüstengoldmulls. Das Artepitheton granti widmete Broom Captain Claude H. B. Grant, einem britischen Ornithologen und Ehrenmitglied der damaligen Zoologischen Abteilung des British Museum, der sich auch für die südafrikanische Säugetierwelt verdient gemacht hatte. Die Unterart E. g. namibensis wurde im Jahr 1959 von Kurt Bauer und  Jochen Niethammer eingeführt. Ihr lagen ebenfalls Schädel – insgesamt rund 100 – aus Eulengewöllen vom Sossusvlei in Namibia zu Grunde, die zu Anfang des gleichen Jahres bei einer Expedition Günther Niethammers in das südwestliche Afrika geborgen worden waren. Eine weitere Unterart, E. g. cana, kreierte Broom bereits im Jahr 1950, sie basierte auf vier Individuen von Lamberts Bay rund 190 km südlich von Garies in der Provinz Westkap. Neben der gräulichen Fellfarbe wiesen die Tiere einzelne Unterschiede im Hand- und Gebissbau auf, allerdings wurde die Form im Jahr 1964 von Jurgens A. J. Meester mit E. g. granti synonymisiert. Zwar führte Alberto M. Simonetta die Unterart im Jahr 1968 noch einmal kurzfristig, in neueren Systematiken wird sie aber nicht als eigenständig anerkannt.
In ihrer Erstbeschreibung zu E. g. namibensis spekulierten Bauer und Niethammer, ob diese neue Unterart eventuell identisch mit Chrysochloris damarensis wäre, eine Form, die 1838 William Ogilby anhand eines Tiers aus dem ehemaligen Damaraland im heutigen Namibia eingeführt hatte. Ogilby beschrieb Chrysochloris damarensis als braun mit Silberglanz und weißlichen Flecken um die Augen, an den Lippen und am Kinn. Er gab aber außer mit Damaraland keine genaue Fundposition an, weitere, ähnliche Tiere wurden in der Nachfolgezeit nicht gesichtet. Da Bauer und Niethammer nur Schädelmaterial und keine Fellreste zur Verfügung hatten, war über das äußere Erscheinungsbild von E. g. namibensis zunächst nichts bekannt. Anfang der 1960er Jahre wurden bei Gobabeb die ersten lebenden Exemplare von E. g. namibensis  beobachtet, zudem machte Jurgens Meester das Typusexemplar von Chrysochloris damarensis im Natural History Museum in London ausfindig. Damit konnte er aufzeigen, dass beide Formen nicht identisch sind, sondern letztere eindeutig den Kapgoldmullen zugewiesen werden kann. Da die Kapgoldmulle nicht in Namibia vorkommen, wird nun angenommen, dass die Hinweise zur Fundregion möglicherweise fehlerhaft sind.
Der heute gültige Gattungsname Eremitalpa stammt von Austin Roberts aus dem Jahr 1924. Roberts trennte mit ihr die Formen mit außerordentlich breitem Schädel, 40 Zähnen im Gebiss und gut entwickeltem vierten Zeh mit deutlicher Kralle von den anderen Goldmullen ab, außerdem hob er das lange, seidige Fell hervor. Als einziges Mitglied erkannte er den Wüstengoldmull an. Der Name Eremitalpa leitet sich von dem griechischen Wort ἐρημίτης (eremítēs „Wüstenbewohner“; von ἔρημος (érēmos) für „Wüste“ oder „Einöde“) und der wissenschaftlichen Bezeichnung Talpa für den Maulwurf her.

## Gefährdung und Schutz
Hauptbedrohung für den Bestand des Wüstengoldmulls ist der Abbau von Diamanten in den Küstensanden der südafrikanischen Provinz Nordkap und im namibischen Diamantensperrgebiet, der zu markanten Landschaftsveränderungen und zur Fragmentierung der Lebensräume an einigen Fundlokalitäten führt. Dies wird von der IUCN aber als eher regionales oder lokales Problem aufgefasst. Darüber hinaus beeinträchtigen auch die Entwicklung der Küstenregion von St. Helena Bay bis nach Lamberts Bay für den Tourismus und die landwirtschaftliche Nutzung der Küste und Täler im Hinterland von Namaqualand einzelne Habitate. Der Großteil des Verbreitungsgebietes des Wüstengoldmulls umfasst aber karge Landschaften und Wüsten, die kaum vom Menschen besiedelt werden, zudem ist die Art an mäßige Landschaftstransformationen anpassungsfähig. Ein starker Populationsrückgang wird daher nicht angenommen, eventuell ist der Wüstengoldmull auch weiter verbreitet, als es die bisherige Datenlage vermuten lässt. Die IUCN stuft die Art daher als „nicht gefährdet“ (least concern) ein. Sie ist in mehreren Naturschutzgebieten wie dem Namaqua-Nationalpark in Südafrika oder dem Namib-Skelettküste-Nationalpark in Namibia vertreten.